# Abbaye de Sinnich
L'abbaye de Sinnich était un monastère qui remonte à 1243, lui-même issu d'un prieuré de chanoinesses régulières fondé un siècle auparavant, vers 1151. L'abbaye était située dans la localité actuelle de Teuven, en Belgique, dans la province de Limbourg. Elle a été vendue comme bien national en 1798 et son bâtiment principal converti en château.

## Géographie
L'abbaye de Sinnich fut établie à Teuven, aujourd'hui section de la commune de Fourons, en Belgique, dans la province de Limbourg. Précisément, Teuven se trouve à 22 km au Nord de Verviers.

## Histoire
L'abbaye de Sinnich était d'abord un prieuré de chanoinesses fondé en 1151 au sein de l'ordre des Chanoines réguliers de saint Augustin. Il fut établi sous la forme d'une abbaye par Marsilius, l'abbé de Rolduc, en 1243. L'abbé de Rolduc nommait la supérieure et le confesseur, ce qui ne se faisait pas toujours sans conflit, car toutes ces dames étaient pourvues de quartiers nobiliaires.
Joseph II ne s'est pas opposé à cette communauté lorsqu'il a décrêté l'inutilité de tant de monastères et couvents sur son territoire. Par contre, la Révolution française ne l'a pas épargnée, la communauté fut chassée. L'abbaye fut vendue comme bien national en 1798.

## Aujourd'hui
Depuis la vente de 1798, l'abbaye est un château. Le bâtiment principal, à toit mansardé, fronton et perron, porte les armes de la prieure de Bergh et la date 1754. On remarque encore trois galeries du cloître mutilé. Il subsiste aussi des vestiges de la construction du XIIIe siècle.

## Pour compléter